# ミカエラ・フィッシャー
ミカエラ・フィッシャー（Mika'ela Fisher、別名 Mika Ela Fisher または Mikaela Fisher、1975年2月25日 - ）は、ドイツ・バイエルン州出身の女優、モデル。フランスなどで絵画のモデルやファッションモデルとして活動した後、2006年のフランス映画『唇を閉ざせ』の女殺し屋役で女優としてデビュー、2013年には自伝的短編映画 『Die Tapferen im Chaos der Zeit』を監督、プロデュースしている。

## 略歴
フランスの画家であるユベール・ド・ラルティーグやブシニャックのモデルの他、マルタン・マルジェラ、エルメス、ジョン・ガリアーノ、ジル・ロズィエ、アンダーカバー、イーリー・キシモト、ナコ・パリなどのファッションモデルとしても活動していた。

## 主な出演作品
- 唇を閉ざせ Ne le dis à personne (2006)
- コルト45/孤高の天才スナイパー Colt 45 (2014)